# Walldorf (Meiningen)
Walldorf è una frazione (Ortsteil) della città tedesca di Meiningen.

## Storia
Il 1º gennaio 2019 il comune di Walldorf venne soppresso e aggregato alla città di Meiningen.